# Coelioxys scitula
Coelioxys scitula är en biart som beskrevs av Cresson 1872. Coelioxys scitula ingår i släktet kägelbin, och familjen buksamlarbin. Inga underarter finns listade i Catalogue of Life.